# Medley (Florida)
Medley és una població dels Estats Units a l'estat de Florida. Segons el cens del 2000 tenia 1.098 habitants.

## Demografia
Segons el cens del 2000, Medley tenia 1.098 habitants, 363 habitatges, i 267 famílies. La densitat de població era de 112,2 habitants/km².
Dels 363 habitatges en un 34,7% hi vivien nens de menys de 18 anys, en un 54,3% hi vivien parelles casades, en un 12,7% dones solteres, i en un 26,4% no eren unitats familiars. En el 20,7% dels habitatges hi vivien persones soles el 9,1% de les quals corresponia a persones de 65 anys o més que vivien soles. El nombre mitjà de persones vivint en cada habitatge era de 2,76 i el nombre mitjà de persones que vivien en cada família era de 3,15.
Per edats la població es repartia de la següent manera: un 23,7% tenia menys de 18 anys, un 4,9% entre 18 i 24, un 29,1% entre 25 i 44, un 26,7% de 45 a 60 i un 15,6% 65 anys o més.
L'edat mediana era de 40 anys. Per cada 100 dones de 18 o més anys hi havia 101,4 homes.
La renda mediana per habitatge era de 23.167 $ i la renda mediana per família de 25.909 $. Els homes tenien una renda mediana de 26.964 $ mentre que les dones 18.409 $. La renda per capita de la població era d'11.955 $. Entorn del 14,3% de les famílies i el 20% de la població estaven per davall del llindar de pobresa.

## Poblacions més properes
El següent diagrama mostra les poblacions més properes.